# André Cheuva
André Cheuva (Hellemmes, 30 maggio 1908 – Marcq-en-Barœul, 5 febbraio 1989) è stato un calciatore francese, di ruolo centrocampista.

## Carriera

### Club
Ha giocato nell'Iris Club Lille per due anni prima di trasferirsi all'ormai ex club calcistico Olympique Lillois, che successivamente nel 1944 fondò insieme al club SC Fives (dove il francese militò per 6 anni giocando 132 incontri e segnando 40 reti), il Lilla, club in cui il centrocampista giocò la sua ultima stagione prima di ritirarsi.

### Nazionale
Con la maglia della sua nazionale ha collezionato 7 partite debuttando a Parigi il 9 maggio 1929 contro l'Inghilterra nella sconfitta casalinga per 1-4; nelle sue 7 presenze ha inoltre segnato due reti, contro Svizzera e Yugoslavia.

### Allenatore
Dopo il ritiro ha allenato il Lilla per 12 anni conquistando 4 Coupe de France. La prima vinta nel 1946-1947 per 2-0 contro lo Strasburgo, la seconda vinta la stagione successiva per 3-2 contro il Lens, la terza vinta nella stagione 1952-1953 per 2-1 contro il Nancy mentre la quarta ed ultima vinta nel 1954-1955 per 5-2 contro il Bordeaux, oltre a queste ha sfiorato lo scudetto in tre occasioni arrivando ad un punto dall' Olympique Marseille e dallo Stade de Reims e a pari merito con l'Nizza, ha anche perso una finale di Coupe de France per 5-2 contro il Racing Club. Successivamente allenò Boulogne, Olympique Saint-Quentin e Tourcoing.

## Palmarès

### Allenatore
- Campionato francese: 1

Lilla: 1953-1954
- Coppa di Francia: 4

Lilla: 1946-1947, 1947-1948, 1952-1953, 1954-1955

## Statistiche

### Cronologia presenze e reti in nazionale[9]
| Cronologia completa delle presenze e delle reti in nazionale ― Francia | Cronologia completa delle presenze e delle reti in nazionale ― Francia | Cronologia completa delle presenze e delle reti in nazionale ― Francia | Cronologia completa delle presenze e delle reti in nazionale ― Francia | Cronologia completa delle presenze e delle reti in nazionale ― Francia | Cronologia completa delle presenze e delle reti in nazionale ― Francia | Cronologia completa delle presenze e delle reti in nazionale ― Francia | Cronologia completa delle presenze e delle reti in nazionale ― Francia |
| Data                                                                   | Città                                                                  | In casa                                                                | Risultato                                                              | Ospiti                                                                 | Competizione                                                           | Reti                                                                   | Note                                                                   |
| ---------------------------------------------------------------------- | ---------------------------------------------------------------------- | ---------------------------------------------------------------------- | ---------------------------------------------------------------------- | ---------------------------------------------------------------------- | ---------------------------------------------------------------------- | ---------------------------------------------------------------------- | ---------------------------------------------------------------------- |
| 09/05/1929                                                             | Parigi                                                                 | Francia                                                                | 1 – 4                                                                  | Inghilterra                                                            | Amichevole                                                             | -                                                                      |                                                                        |
| 19/05/1929                                                             | Parigi                                                                 | Francia                                                                | 1 – 3                                                                  | Jugoslavia                                                             | Amichevole                                                             | 1                                                                      |                                                                        |
| 23/03/1930                                                             | Parigi                                                                 | Francia                                                                | 3 – 3                                                                  | Svizzera                                                               | Amichevole                                                             | 1                                                                      |                                                                        |
| 13/04/1930                                                             | Parigi                                                                 | Francia                                                                | 1 – 6                                                                  | Belgio                                                                 | Amichevole                                                             | -                                                                      |                                                                        |
| 27/10/1935                                                             | Ginevra                                                                | Svizzera                                                               | 2 – 1                                                                  | Francia                                                                | Amichevole                                                             | -                                                                      |                                                                        |
| 10/11/1935                                                             | Parigi                                                                 | Francia                                                                | 1 – 1                                                                  | Svezia                                                                 | Amichevole                                                             | -                                                                      |                                                                        |
| 12/01/1936                                                             | Parigi                                                                 | Francia                                                                | 1 – 6                                                                  | Paesi Bassi                                                            | Amichevole                                                             | -                                                                      |                                                                        |
| Totale                                                                 |                                                                        | Presenze                                                               | 7                                                                      |                                                                        | Reti                                                                   | 2                                                                      |                                                                        |

## Record
- È stato l'unico allenatore assieme a Guy Roux ad aver conquistato 4 Coupe de France.[10]